# Suhodillea, Kazanka
Suhodillea (în ucraineană Суходілля) este un sat în comuna Skobeleve din raionul Kazanka, regiunea Mîkolaiiv, Ucraina.

## Demografie
Componența lingvistică a localității Suhodillea
     Ucraineană (95,83%)
     Rusă (3,41%)
     Alte limbi (0,76%)
Conform recensământului din 2001, majoritatea populației localității Suhodillea era vorbitoare de ucraineană (95,83%), existând în minoritate și vorbitori de rusă (3,41%).